# Epicrânio
O Epicrânio é o termo médico para a coleção de estruturas que cobrem o crânio. Consiste nos músculos, aponeurose e pele.